# سکستت برای دو کر و کوارتت زهی (بتهوون)
سکستت برای دو کُر و کوارتت زهی یا شش‌تایی برای دو کُر و چهارنوازی زهی (به انگلیسی: Sextet for Horns and String Quartet) در می بمل ماژور، اُپوس ۸۱-ب، از لودویگ فان بتهوون، اثری است در قالب موسیقی مجلسی، که برای دو کُر و کوارتت زهی تصنیف شده‌است.
گمان می‌رود بتهوون این اثر را در سال ۱۷۹۵ ساخته باشد. سکستت اپوس ۸۱-ب را نشرِ زیمروک در ۱۸۱۰ منتشر کرد.
گویا بتهوون این اثر را از یکی از کوئینتت‌های کُرِ ولفگانگ آمادئوس موتسارتدر همین کلیدِ می بمل ماژور (ک. ۴۰۷) اقتباس کرده، و آن را مانند یکی از آثار مشابهِ پیشین، در سبکِ کنسرتانت و برای دو کُر نوشته‌است.

## تاریخچه
به‌جز چند طرحِ محدود، هیچ چیز دربارهٔ پیشینهٔ این اثر، پیش از نشرِ آن از سوی نشرِ زیمروک در سال ۱۸۱۰، دانسته نیست. این طرح‌ها تا حدودی اثبات می‌کنند که تاریخِ آغازِ تصنیفِ اثر به اواسطِ دههٔ ۱۷۹۰ بازمی‌گردد. نویسندگانی مانند جان هِنکِن حدس می‌زنند که طبیعتِ فرم کنسرتانتِ این اثر به گونه‌ای است که برای نوازندگان مقیم شهرِ بن تصنیف شده باشد. مایهٔ شگفتی است که بیش از این، چیزی دربارهٔ خاستگاهِ تصنیفِ این سکستت در دست نیست.

## ساختار
این سکستت سه موومان دارد:
1. آلگرو کُن بریو (در می بِمُل ماژور)
2. آداژیو (در لا بِمُل ماژور)
3. روندو: آلگرو (در می بِمُل ماژور)

اجرای کاملِ این اثرِ کوتاه، به‌طور معمول، تنها حدود ۱۵ تا ۱۷ دقیقه طول می‌کشد.